# Игнатенко, Григорий Николаевич
Григорий Николаевич Игнатенко — советский хозяйственный, государственный и политический деятель.

## Биография
Родился в 1906 году в деревне Колбасичи, Речицкий уезд, Минская губерния. Член КПСС.
С 1921 года — на хозяйственной, общественной и политической работе. В 1921—1956 гг. — на хозяйственной и партийной работе в Белорусской ССР, участник Великой Отечественной войны, комиссар партизанской бригады им. С. М. Буденного Пинской области, первый секретарь Ленинского райкома КП(Б)Б Пинской области, директор совхоза «Адаменки» Лиозненского района.
Избирался депутатом Верховного Совета СССР 3-го созыва.
Умер в 1969 году.